# Аномализа
«Аномализа» (англ. Anomalisa) — американский анимационный фильм 2015 года. Сценарий написан Чарли Кауфманом на основе его же пьесы.
Премьера состоялась на кинофестивале в Теллурайде, после чего фильм был показан на 72-м Венецианском кинофестивале, где был награждён гран-при жюри.

## Сюжет
Писатель Майкл Стоун страдает от редкого психического заболевания, из-за которого все люди для него выглядят как один и тот же мужчина с монотонным голосом. Однажды во время деловой поездки Майкл встречается с «аномальным» существом Лизой, которое, к его изумлению и радости, обладает голосом и внешностью девушки.

## В ролях
- Дэвид Тьюлис — Майкл Стоун
- Дженнифер Джейсон Ли — Лиза
- Том Нунен — другие персонажи

## Производство
Первоначальные средства для съёмок собирались на Kickstarter, где проект собрал 406 237 $, при этом заявлялось, что фильм будет длительностью около 40 минут. После успешного сбора средств компания Starburns Industries выделила дополнительное финансирование и длительность фильма была увеличена.

## Критика
Мультфильм был высоко оценён кинокритиками. На сайте Rotten Tomatoes фильм имеет рейтинг 91% на основе 148 рецензий со средней оценкой 8.3 из 10. Обозреватель сайта RogerEbert.com Мэтт Сэйтц оценил фильм на 3,5 звезды из четырёх. Известный критик из журнала Rolling Stone Питер Треверс поставил 4 звезды, отметив, что Чарли Кауфману удалось создать шедевр. На сайте Metacritic средний балл составил 88.